# 26.º Regimiento Aéreo
El 26.º Regimiento Aéreo (26. Flieger-Regiment) fue una unidad de la Luftwaffe de la Alemania nazi.

## Historia
Fue formado el 16 de agosto de 1942, a partir del 26.º Regimiento de Instrucción Aérea. En octubre de 1942, los componentes se utilizaron para formar el 27.º Regimiento de Caza de la Luftwaffe, mientras que los restos se convirtieron en el 39.º Regimiento de Caza de la Luftwaffe en marzo de 1943.